# 费尔海姆
费尔海姆是德国巴伐利亚州的一个市镇。总面积5.08平方公里，总人口1108人，其中男性552人，女性556人（2011年12月31日），人口密度218人/平方公里。